# Robert Main
Robert Main (12 de julio de 1808 – 9 de mayo de 1878) fue un clérigo británico, dedicado a la astronomía.

## Biografía
Main nació en Upnor (Kent), primogénito de Thomas Main. Un hermano de Robert, Thomas John Main, fue matemático. Robert realizó sus estudios primarios en la escuela de Portsea, Portsmouth, antes de ingresar en el Queen's College de la Universidad de Cambridge para estudiar matemáticas, donde se graduó como sexto wrangler en 1834.
Trabajó durante veinticinco años (1835–1860) como Primer Ayudante en el Real Observatorio de Greenwich, publicando numerosos artículos particularmente sobre el movimiento estelar y planetario, paralajes estelares, y las dimensiones y formas de los planetas.
De 1841 a 1861 fue sucesivamente secretario honorario, vicepresidente, y presidente de la Real Sociedad Astronómica, y en 1858 se le otorgó la medalla de Oro de la Sociedad. En 1860 fue nombrado director del Observatorio Radcliffe de la Universidad de Oxford tras la muerte de Manuel Johnson, siendo elegido miembro de la Royal Society. Ordenado sacerdote de la Iglesia de Inglaterra, predicaba regularmente mientras vivió en Greenwich.
Main completó el cuestionario sobre el que Francis Galton basó sus Hombres Ingleses de Ciencia (1874). Sus respuestas incluían los comentarios siguientes:
"Dedico considerables desvelos a la investigación de asuntos religiosos, y una de mis distracciones es coleccionar una considerable biblioteca teológica, con libros con los que estoy familiarizado."
"No soy consciente de poseer gusto innato alguno por la ciencia... Mi interés por la astronomía, especialmente, era de hecho muy pequeño hasta mi nombramiento."

## Trabajos
Main supervisó la tercera edición (1859) de la obra de John Herschel titulada "Manual de Consulta Científica, preparado para el uso de la Armada de Su Majestad y adaptado para viajeros en general" (1849), que incluía un artículo sobre geología preparado por Charles Darwin. Su libro de texto "Astronomía Práctica y Esférica" fue publicado en 1863. Se encargó de la edición del "Segundo Catálogo Radcliffe" (1870), en el que se detallaba la posición de 6317 estrellas, y (con Charles Pritchard) del "Catálogo de Herschel" con 10.300 estrellas múltiples y dobles (1874). También publicó las observaciones de la lluvia en Oxford realizadas a lo largo de 25 años (de 1851 a 1875), contribuyendo a la Fortnightly Review bajo la dirección de George Henry Lewes.
Sus otros trabajos incluyen la dirección anual en 1875 de la Sociedad Filosófica en el Instituto Victoria, y un sermón basado en Corintios I (1:22-24) pronunciado a la Asociación Británica para el Progreso de la Ciencia en el mismo año, titulado "El Moderno Escepticismo Filosófico Examinado".

## Reconocimientos
- El cráter lunar Main lleva este nombre en su honor.[3]
- El cráter marciano Main también conmemora su nombre.[4]